# Griechische Wasserballnationalmannschaft der Frauen

Die griechische Wasserballnationalmannschaft der Frauen ist eine Auswahl der besten griechischen Wasserballspielerinnen, die Griechenland bei internationalen Turnieren und Länderspielen repräsentiert. Organisiert und betreut wird die Auswahl durch den griechischen Schwimmverband KOE (griechisch Κολυμβητική Ομοσπονδία Ελλάδας Kolymvitiki Omospondia Elladas).

## Erfolge

### Weltmeisterschaften
- Gold 2011

Die Wasserball-Weltmeisterschaften 2011 fanden im Rahmen der Schwimmweltmeisterschaften 2011 in Shanghai, China, vom 16. bis 31. Juli statt. Im Finale besiegte die Damenmannschaft Gastgeber und Titelfavoriten China mit 9:8.
Die Teilnehmerinnen für die griechische Mannschaft waren:
 Eleni Kouvdou, Christina Chrysoula Tsoukala, Antiopi Melidoni, Ilektra-Maria Psouni, Kyriaki Liosi, Alkisti Avramidou, Alexandra Asimaki, Antigoni Roumpesi, Angeliki Gerolymou, Triantafyllia Manolioudaki, Stavroula Antonakou, Georgia Lara, Eleni Goula.
Unter der Leitung von Trainer: Georgios Morfesis
- Gold 2025

Die Teilnehmerinnen für die griechische Mannschaft waren:
Ioanna Stamatopoulou, Eleftheria Plevritou, Fotini Tricha, Stefania Santa, Athina Giannopoulou, Eleni Xenaki, Irini Ninou, Maria Patra, Christina Siouti, Vasiliki Plevritou, Sofai Tornarou, Maria Myriokeflaitaki, Alexia Evgenia Tzouka, Dionysia Kureta, Nefeli Krassa.
Unter der Leitung von Trainer: Charis Pavlidis

### World Cup
- Gold 2025

### Europameisterschaften
- Silber 2010, 2012, 2018, 2022
- Bronze 2024

### Weltliga
- Gold 2005
- Bronze 2007, 2010, 2012

### Europa Cup
- Gold 2018

### Olympische Spiele
- Silber 2004

## Weblink
- Offizielle Seite des griechischen Schwimmverbandes